# يورغن بول
يورغن بول هو محامي وسياسي ألماني، ولد في 7 يناير 1964 في ماغديبورغ في ألمانيا. نشط حزبياً في البديل من أجل ألمانيا. في الانتخابات الفيدرالية الألمانية 2017، انتخب عضو في البوندستاغ الألماني عن دائرة Eichsfeld – Nordhausen – Kyffhäuserkreis ‏ وقد انضم خلال البوندستاغ الألماني التاسع عشر (24 أكتوبر 2017 – ) للكتلة البرلمانية جماعة حزب البديل من أجل ألمانيا في البوندستاغ ‏.